# Paul Herijgers
Paul Herijgers (Herentals, província d'Anvers, 22 de novembre de 1962) va ser un ciclista belga que fou professional del 1993 al 1999. Va competir en carretera, ciclocròs i ciclisme de muntanya.

## Palmarès en ciclocròs
- 1992-1993
  -  Campió de Bèlgica de ciclocròs
  - 1r al Trofeu GvA
- 1993-1994
  -  Campió del món de ciclocròs
  - 1r a la Copa del món de ciclocròs
  - 1r al Trofeu GvA
- 1994-1995
  - 1r al Trofeu GvA
- 1995-1996
  - 1r al Trofeu GvA
- 1996-1997
  -  Campió de Bèlgica de ciclocròs
  - 1r al Trofeu GvA

## Palmarès en ciclisme de muntanya
- 1990
  -  Campió de Bèlgica en Camp a Través
- 1991
  -  Campió de Bèlgica en Camp a Través
- 1992
  -  Campió de Bèlgica en Camp a Través